# هريانة
هَرْيَانَة أو هريانا (بالهندستانية: ہریانہ، हरियाणा؛ بالبنجابية: ہریاݨہ) هي ولاية في شمالي الهند تبلغ مساحة الولاية 44,212 كـم2 أو 17,070 ميل2 أي أقل من 1.4% وهي تحتل المرتبة 21 من حيث المساحة بين ولايات الهند. عاصمتها هي شانديغار وأيضا عاصمة ولاية البنجاب المجاورة لها، وأكبر مدنها هي فريد آباد الواقعة في منطقة العاصمة الوطنية، وتعد مدينة جورجاون من بين أكبر المراكز المالية والتكنولوجية في الهند.
تحتل هريانة المرتبة 11 بين الولايات الهندية في مؤشر التنمية البشرية. يبلغ الناتج المحلي الإجمالي لهريانة 7.65 ترليون روبية هندية (130 مليار دولار أمريكي) وهي في المرتبة 13 أعلى ولايات في الهند، وفيها خامس أعلى دخل للفرد في البلاد بمبلغ 240٬000 روبية هندية (4٬000 دولار أمريكي). يوجد بالولاية 32 منطقة اقتصادية خاصة (SEZs) أغلبها بالقرب من منطقة العاصمة الوطنية.
وقعت في أرض الولاية العديد من المعارك الهامة والشهيرة، مثل حرب كوروكشترا بين الكوروفيون والبانادفيون والتي ذكرت في الملحمة الهندوسية القديمة المهابهاراتا. الآن تعتبر هريانة منطقة زراعية مهمة قريبة من نيودلهي عاصمة الهند. فصلت الولاية من أرض ولاية البنجاب في 1 نوفمبر 1966. 

## التسمية
يعود اسم هريانة إلى شعب لأبهيرا الذي استوطن الولاية في الفترة التي تلت ملحمة المهابهاراتا، قال بران ناث شوبرا أن كلمة هريانة حرفت من أبهيرايانا (تتكون من مقطعين أبهيرا وأيانا) إلى أهيرايانا ثم إلى هريانة.

## التاريخ

### التاريخ القديم
تعود قريتي راخيغارهي في منطقة حصار وبهيرانا في منطقة فاتح أباد إلى حضارة وادي السند القديمة، يوجد في القريتين طرق معبدة وأنظمة صرف صحي ونظام لتخزين مياه الأمطار ومصانع لإنتاج الطوب الطيني والتماثيل ومشغولات البرونز والمعادن النفيسة. حكمت مملكة كورو إحدى أعظم ممالك ماهاجانابادا الولاية في العصر الفيدي.
عاش في المنطقة المحيطة بمدينة دوسي ومقاطعتي ريواري وماهندراغار بها الريشيون الذين أسهموا في تأليف النصوص الهندوسية المقدسة مثل الفيدا والأبانيشاد والمانوسمريتي والبراهمانا والبورانا. ذُكر في المانوسمريتي وجود مملكة تسمى براهمافارتا قبل 10000 عام مضت كان يحكمها الملك مانو، في ظل حكم المملكة نشأت الفيدية الساناتانية أو الهندوسية الحديثة وأُلفت النصوص المقدسة.

### فترة العصور الوسطى
عُثر على تماثيل برونزية وحجرية قديمة للتيرثنقار الجاينيين في بادلي وبهيواني (رانِيلا وتشارهخي دادري وبادهرا) ودادري وجورجاون وهانسي وحصار وكاسان ونيهاد ونرناول وبيهوا ورواري وروهاد وروهتاك (أستهال بوهار) وسونيبات بالولاية. سيطرت سلالة بوشيابهوتي على أجزاء من شمال الهند في القرن السابع من عاصمتها ثانيسار بالولاية ومن أبرز ملوك هذه السلالة الملك هارشا، وحكمت سلالة تومارا جنوب هريانة في القرن العاشر ومن أبرز ملوكها أنانغبال تومار.
غزا محمد الغوري منطقة هريانة عقب معركة تارين الثانية، ثم حكمتها سلطنة دلهي بعد الغوريين. مر تيمورلنك على منطقة الولاية في أثناء غزوه لشمال الهند في عام 1398 فنهب جنوده مدن سيرسا وفاتح آباد وسونام وكيهال وباني بت وقتل الآلاف من سكان تلك المدن وأسر أعداد من سكانها. قعد هذا الغزو حكمت المنطقة سلالة خانزاداس موات الراجبوتية المسلمة، بدأ حكمهم بالملك راجا سونبار بال الذي أسلم في عهد سلطنة دلهي ووضعه السلطان فيروز شاه تغلق على حكم المنطقة في عام 1372 ثم حكمها أحفاده بعد انهيار السلطنة حتى عام 1527.

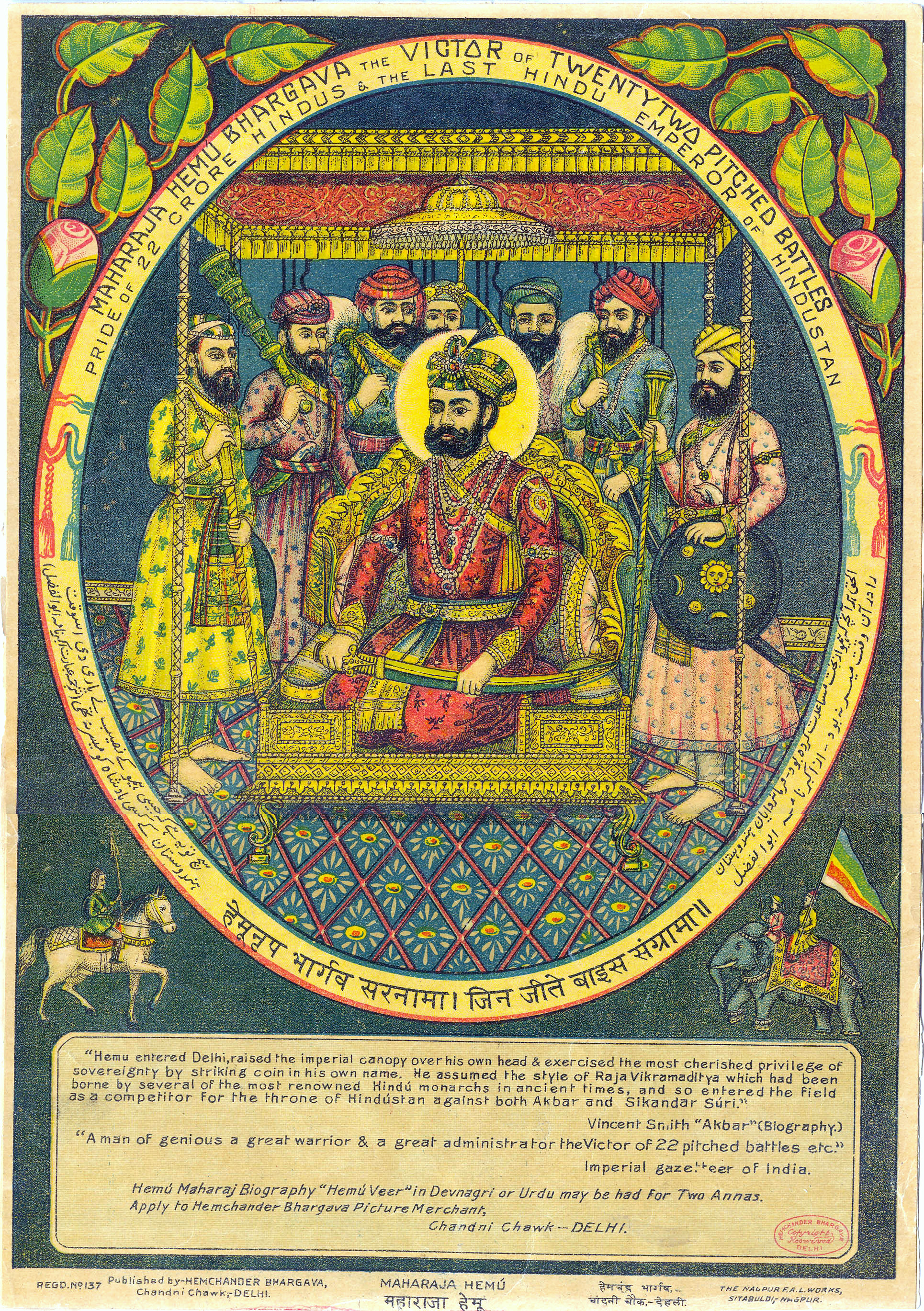
رسم لهيمو البقال الذي زعزع عرش ظهير الدين بابر وفاز في 22 معركة متتالية. قبل مقتله في معركة باني بت الثانية

وقعت معركة باني بت على الولاية في عام 1526 كان لهذه المعركة تأثير محوري في تاريخ الهند إذ فتحت الطريق أمام ظهير الدين بابر  لبناء سلطنته وانتزاع حكم الهند من سكندر بن بهلول اللودهي والمنطقة من سلالة خانزاداس موات، لم يستلم حكام الأخيرة فدعم حاكمها وقتها حسن خان مواتي رانا سانغا في معركة خانوه ضد المغول، وهي المعركة التي قتل فيها حسن خان وانتصرت قوات بابر على رانا سانغا. ثم وقعت بها معركة باني بت الثانية بين ظهير الدين وهيمو البقال الهندوسي والتي استعاد فيها ظهير الدين عرشه وقتل هيمو الذي حاول استعادة أمجاد الملوك الفيديين. ووقعت بها معركة باني بت الثالثة في 13 يناير 1761 بين الملك الأفغاني أحمد شاه الدراني وإمبراطورية الماراثا بقيادة ساداشيفراو بهاو، أسفرت المعركة عن انتصار أحمد شاه وضمهم لشمال الهند تحت حكم الدولة الدرانية.

### الحكم البريطاني

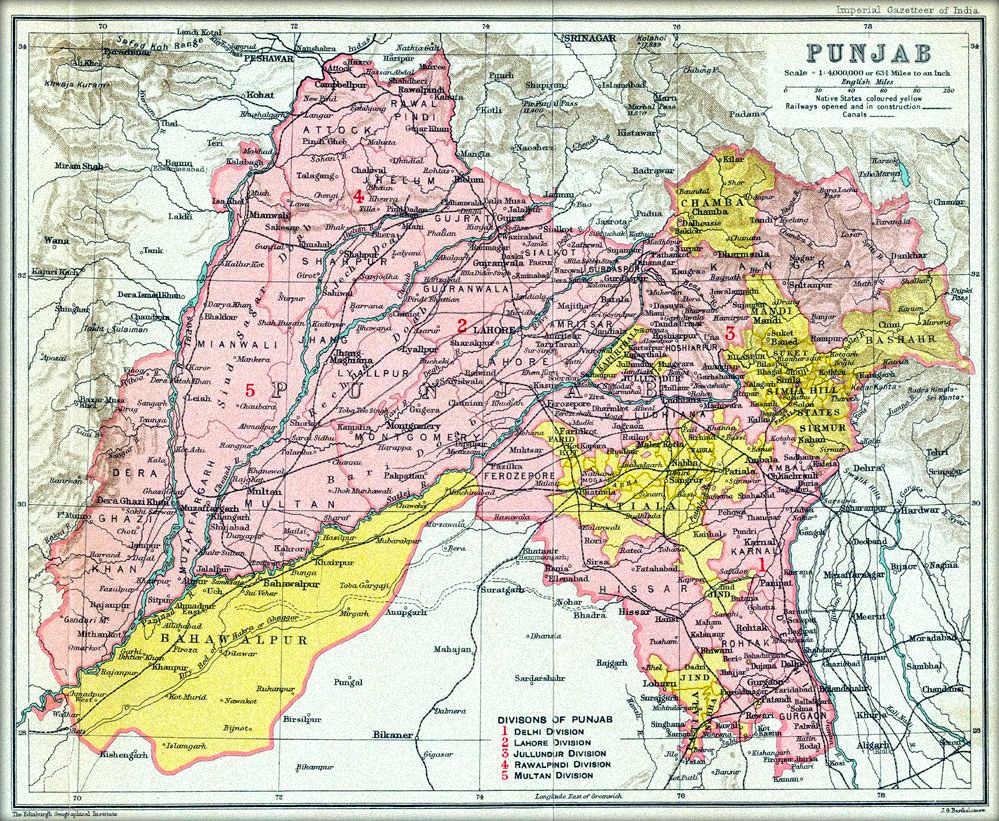
مقاطعة البنجاب البريطاني، باللون الأصفر الولاية الأميرية

كانت الولاية جزء من مقاطعة البنجاب البريطانية وهي من آخر المناطق التي خضعت للحكم البريطاني في 29 مارس 1849، معظم الولاية الحالية كانت تابعة لقسم دلهي. وأيضا كان فيها عدد من الولايات الأميرية كانت تحكم أجزاء متفرقة من الولاية وهي ولاية جند وكالسيا ولوهارو ودوجانا وباتودي وولاية باتيالا.
بدأت ثورة الهند سنة 1857فعليا من معسكر أمبالا قبل 8 ساعات من بدئها في ميروت. بدأ الأمر بتمرد الكتيبتان 5 و60 من مشاة البنغال في أمبالا، بعثت بريطانيا قوات لاحتواء الأمر فاصطدمت مع المتمردين في معركة نارناول في ناسيبور في 16 نوفمبر 1857 والتي قُتل فيها 70 جنديًا بريطانيًا. وأم الجانب الشعبي فكانت مدن حصار وهانسي وسيرسا وروهتاك وجحجار وهادورجاره وفاروخناجار وبالابهجاره وريواري وأمبالا وباني بت وثانيسار من مراكز التمرد الرئيسة.

### الاستقلال
قُسمت البنجاب إلى جزء هندي وأخر باكستاني أثناء تقسيم الهند، كانت هريانة من نصيب الهند بسبب الأغلبية الهندوسية والسيخية بها. بسبب أعمال العنف والاضطراب الذي رافق التقسيم هاجر كثير من مسلمي شرق البنجاب إلى غربه في باكستان، وهاجر مثلهم الهندوس والسيخ من غرب البنجاب إلى شرقه في الهند. وكان جوبي تشاند بهارجافا من مواليد سيرسا في هريانة الحالية أول رئيس وزراء لشرق البنجاب.
أسست الحكومة الهندية لجنة شاه برئاسة القاضي جي سي شاه لتقسيم ولاية البنجاب الهندية في 23 أبريل 1966 على أساس اللغة فقدمت اللجنة تقريرها في 31 مايو 1966، وتضمنت الولاية الجديدة المقترحة مقاطعات حصار وماهندراغار وجورجاون وروهتاك، وكارنال. ظهرت ولاية هريانة في 1 نوفمبر 1966 بموجب قانون إعادة تنظيم البنجاب لعام 1966، وشملت جنوب ولاية البنجاب التي يتحدث سكانها في الغالب اللغة الهندية. أوصت اللجنة بأن تضم مقاطعة خارار التي فيها شانديغار عاصمة ولاية البنجاب إلى مقاطعة هريانة. لكن ما حدث أن أصبحت مدينة شانديغار إقليم اتحادي وعاصمة للبنجاب وهريانة. أصبح باغوات ديال شارما أول رئيس وزراء لولاية هريانة.

## جغرافيا

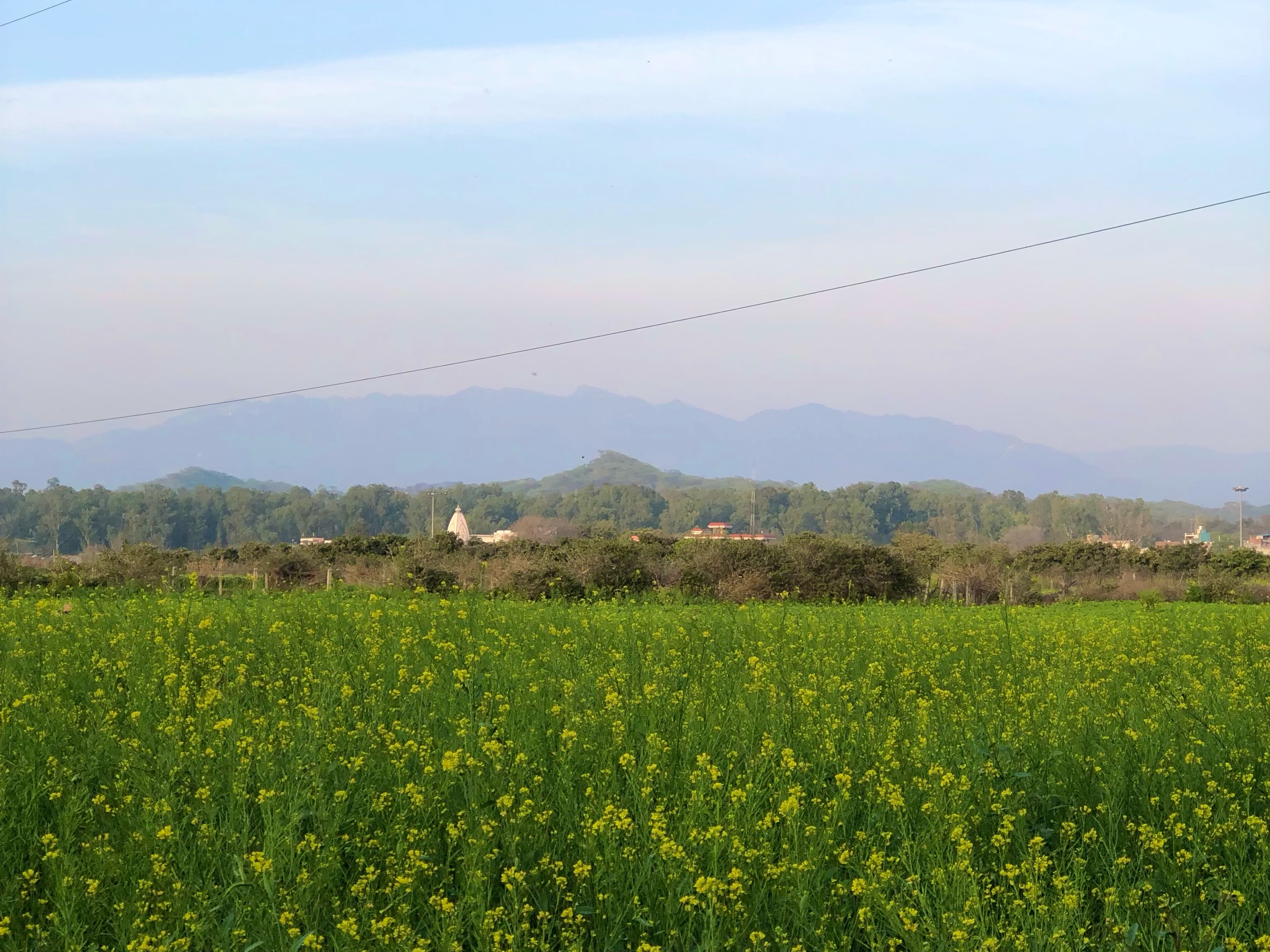
حقل خردل في هريانة بالقرب من عاصمة ولاية جنديكار

هريانة هي ولاية غير ساحلية  تقع بين خطي العرض 27°39' إلى 30°35' شمالا وبين خطي الطول 74°28' و77°36 شرقا. تبلغ مساحة الولاية 44,212 كـم2 أو 17,070 ميل2 أي 1.4% من المساحة الجغرافية للبلاد. يتراوح ارتفاعها بين 700 و3600 قدم (200 متر إلى 1200 متر) فوق مستوى سطح البحر. تشكل الغابات 4% فقط من مساحة الولاية مقارنة بالمتوسط الوطني البالغ 21.85%. أعلى نقطة فيها هو جبل كاروه الواقع في منطقة مورني هيلز في منطقة بانتشكولا، الذي يبلغ ارتفاعه 1467 مترا (4813 قدما) في سلسلة تلال سيفاليك المتفرعة من سلسلة جبال الهيمالايا.
لهريانة حدود مع راجستان في الغرب والبنجاب في الشمال الغربي وهيماجل برديش في الشمال وأتر برادش ودلهي في الشرق. فيها أربع مناطق جغرافية رئيسية: سهل جمنة غغار الذي يشكل الجزء الأكبر من الولاية وتلال شيفاليك السفلى المتفرعة من جبال الهيمالايا في الشمال الشرقي وسهل باغار الرملي الجاف شبه الصحراوي في شمال غرب هريانة ومنطقة نوح.

### المياه والري

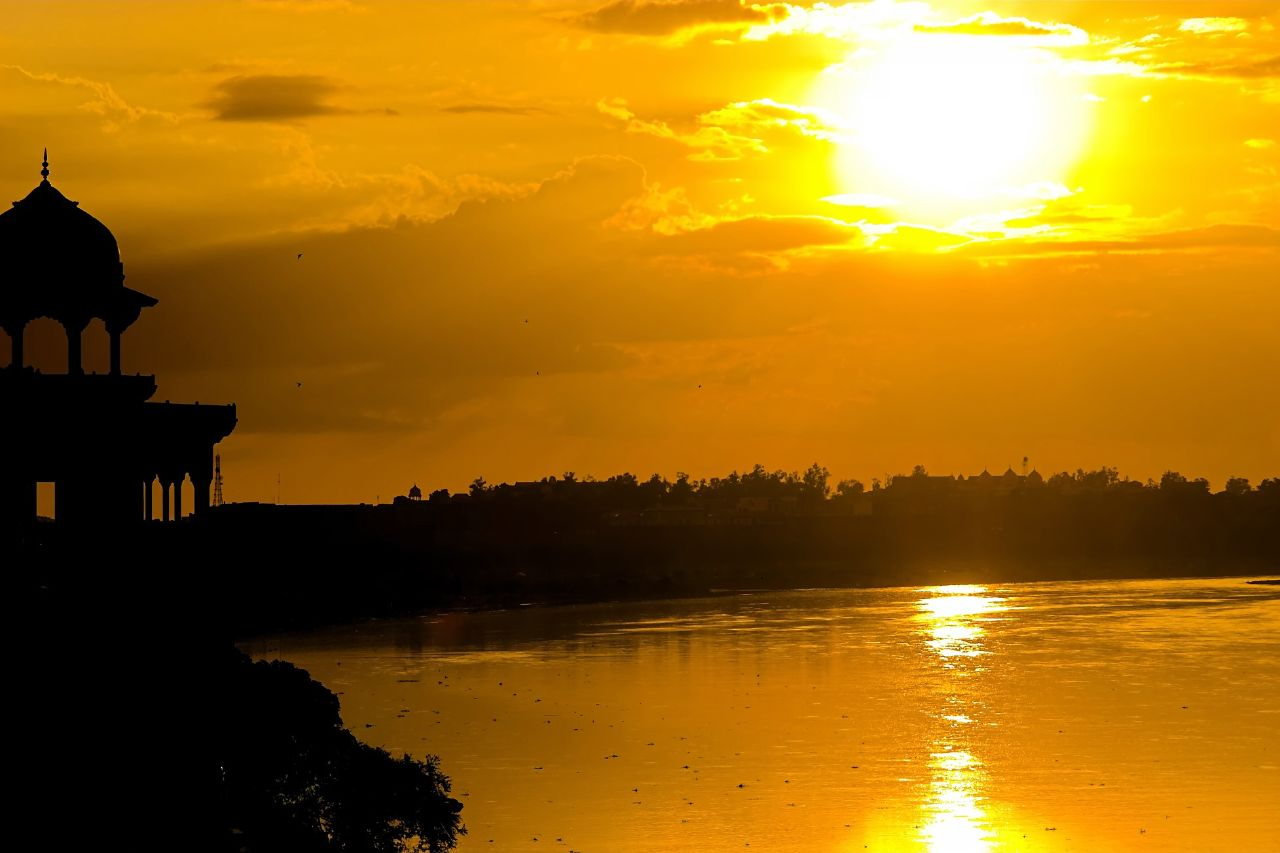
نهر جمنة في شرق الولاية

يشكل نهر جمنة أحد روافد نهر الغانج الحدود الشرقية للولاية. تتدفق عبر شمال هريانة العديد من الأنهار التي تنبع من تلال سيفاليك في جبال الهيمالايا مثل نهر غاغار ونهر تشوتانغ ونهر تانغري ونهر كوشاليا ونهر ماركاندا ونهر سارسوتي ودانغري وسومب. النهر الموسمي الرئيسي في هريانة هو غاغار هاكرا المعروف باسم غاغار قبل قناطر أوتو وباسم هاكرا بعد ذلك والذي ينبع من جبال الهيمالايا، يدخل النهر الولاية بالقرب من بينجور في منطقة بانتشكولا ثم يعبر أمبالا وسيرسا ويصل إلى بيكانر في راجستان. من الأنهار الأخرى نهر ماركاندا الموسمي النابع من تلال شيفاليك السفلى ويدخل هريانة من غرب أمبالا ويصب مياهه الزائدة في بحيرة سانيسا حيث يلتقي بنهر ساراسوتي ثم بنهر غاغار.
هناك العديد من الأنهار الموسمية في جنوب الولاية تنبع من سلسلة جبال أرافالي والمناطق المحيطة بها في منطقة ميوات وتتدفق من الجنوب الغربي إلى الشرق، من بين هذه الأنهار نهر صاحبي الذي ينبع من قرية ماندولي بالقرب من نيم كا ثانا في منطقة جونجونو براجستان ويختفي في منطقة ماهندراغره، ونهر كريشنافاتي الذي كان في السابق رافدًا لنهر صاحبي وينبع بالقرب من داريبا ويختفي في منطقة ماهندراغره، ونهر إندوري أطول روافد نهر صاحبي والذي ينبع من منطقة سيكار في راجستان ويتدفق إلى منطقة ريواري في هريانة. كل هذه الأنهار كانت في الماضي روافد لنهر ساراسواتي.

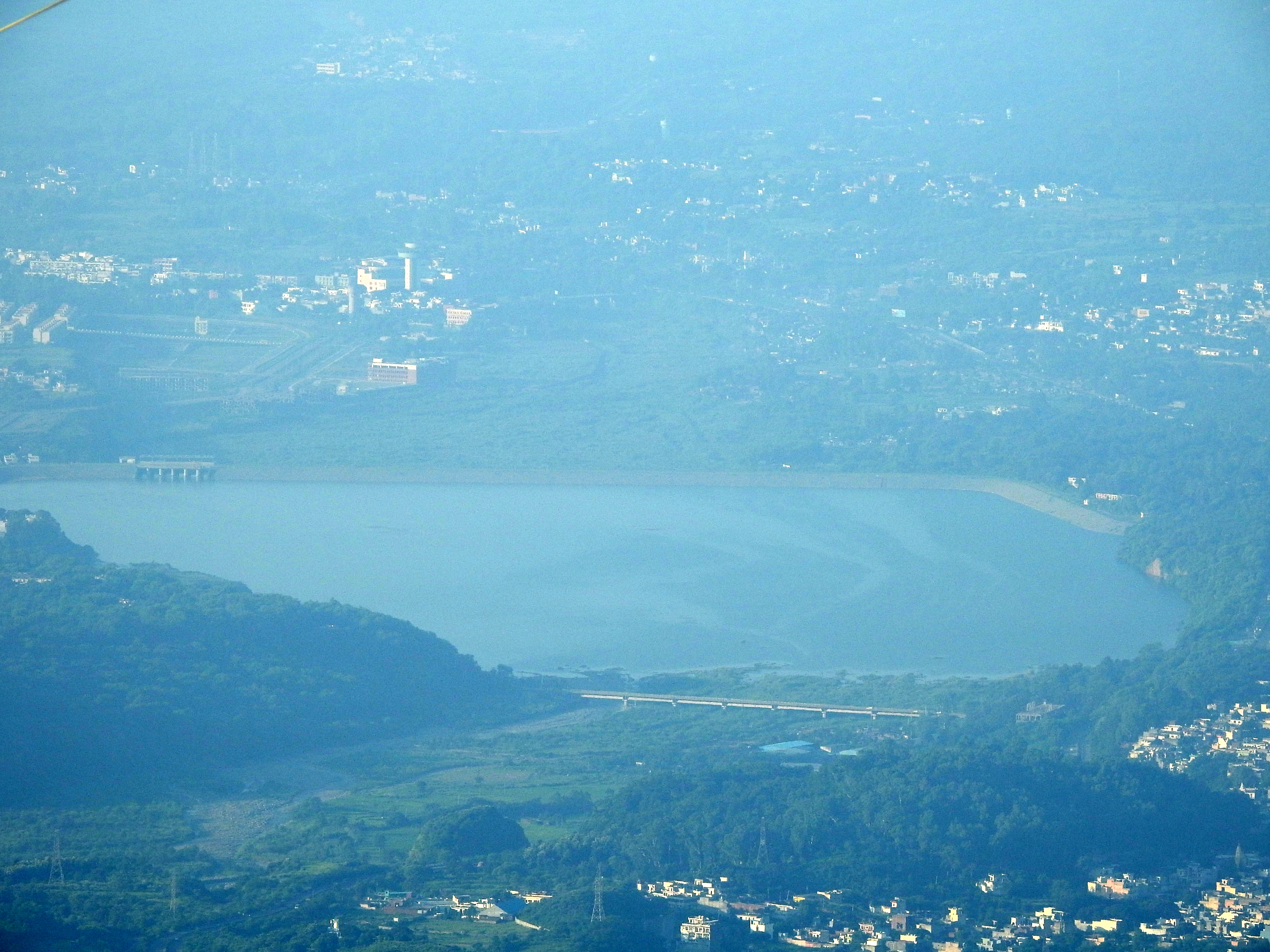
سد كوشاليا

القنوات الرئيسية بالولاية هي قناة جمنة الغربية وقناة ستلج جمنة (من نهر ستلج) وقناة أنديرا غاندي. السدود الرئيسة بها هي سد كوشاليا في منطقة بانتشكولا وقناطر هاثنيكوند وقناطر تاجوالا على نهر جمنة في منطقة ياموناناغار وقناطر باثرالا على نهر سومب في منطقة ياموناناغار وسد أناجبور القديم بالقرب من سوراجكوند في منطقة فريد آباد وسد أوتو على نهر غاغار هاكرا في منطقة سيرسا.
البحيرات الرئيسية بها هي أراضي ديغال الرطبة وأراضي باساي الرطبة وبحيرة بادخال في فريد أباد وبراهما ساروفار المقدسة وسانيهيت ساروفار في كوروكشيترا وبحيرة بلو بيرد في حصار وبحيرة دامداما في سوهنا وهاثني كوند في منطقة يامونانغار وبحيرة كارنا في كارنال وسوراجكوند القديمة في فريداباد وبحيرة تيليار في روهتاك.
يوجد فيها ينابيع كبريت سوهنا في منطقة جورجاون. وتحتوي سلسلة توشام هيل على العديد من برك الكبريت المقدسة والتي يقدسها الناس لتأثير كبريتها في الشفاء.

### المناخ
مناخ هريانة حار في الصيف وتصل درجة الحرارة فيه إلى 45 °م (113 °ف) ومعتدلة في الشتاء، أحر شهور السنة فيها هي مايو ويونيو وأبردها ديسمبر ويناير. مناخها جاف إلى شبه جاف بمتوسط هطول أمطار يبلغ 592.93 ملم، قرابة 29% من هذه الأمطار تهطل في الأشهر من يوليو إلى سبتمبر نتيجة الرياح الموسمية والأخرى تهطل من ديسمبر إلى فبراير نتيجة للاضطراب الغربي.
| البيانات المناخية لـجورجاون (1991-2020، درجة الحرارة القصوى 1965-2000) | البيانات المناخية لـجورجاون (1991-2020، درجة الحرارة القصوى 1965-2000) | البيانات المناخية لـجورجاون (1991-2020، درجة الحرارة القصوى 1965-2000) | البيانات المناخية لـجورجاون (1991-2020، درجة الحرارة القصوى 1965-2000) | البيانات المناخية لـجورجاون (1991-2020، درجة الحرارة القصوى 1965-2000) | البيانات المناخية لـجورجاون (1991-2020، درجة الحرارة القصوى 1965-2000) | البيانات المناخية لـجورجاون (1991-2020، درجة الحرارة القصوى 1965-2000) | البيانات المناخية لـجورجاون (1991-2020، درجة الحرارة القصوى 1965-2000) | البيانات المناخية لـجورجاون (1991-2020، درجة الحرارة القصوى 1965-2000) | البيانات المناخية لـجورجاون (1991-2020، درجة الحرارة القصوى 1965-2000) | البيانات المناخية لـجورجاون (1991-2020، درجة الحرارة القصوى 1965-2000) | البيانات المناخية لـجورجاون (1991-2020، درجة الحرارة القصوى 1965-2000) | البيانات المناخية لـجورجاون (1991-2020، درجة الحرارة القصوى 1965-2000) | البيانات المناخية لـجورجاون (1991-2020، درجة الحرارة القصوى 1965-2000) |
| الشهر                                                                  | يناير                                                                  | فبراير                                                                 | مارس                                                                   | أبريل                                                                  | مايو                                                                   | يونيو                                                                  | يوليو                                                                  | أغسطس                                                                  | سبتمبر                                                                 | أكتوبر                                                                 | نوفمبر                                                                 | ديسمبر                                                                 | المعدل السنوي                                                          |
| ---------------------------------------------------------------------- | ---------------------------------------------------------------------- | ---------------------------------------------------------------------- | ---------------------------------------------------------------------- | ---------------------------------------------------------------------- | ---------------------------------------------------------------------- | ---------------------------------------------------------------------- | ---------------------------------------------------------------------- | ---------------------------------------------------------------------- | ---------------------------------------------------------------------- | ---------------------------------------------------------------------- | ---------------------------------------------------------------------- | ---------------------------------------------------------------------- | ---------------------------------------------------------------------- |
| الدرجة القصوى °م (°ف)                                                  | 28.0 (82.4)                                                            | 33.5 (92.3)                                                            | 39.5 (103.1)                                                           | 44.8 (112.6)                                                           | 49.0 (120.2)                                                           | 47.5 (117.5)                                                           | 45.0 (113.0)                                                           | 41.0 (105.8)                                                           | 41.2 (106.2)                                                           | 39.3 (102.7)                                                           | 38.4 (101.1)                                                           | 32.5 (90.5)                                                            | 49.0 (120.2)                                                           |
| متوسط درجة الحرارة الكبرى °م (°ف)                                      | 20.1 (68.2)                                                            | 23.8 (74.8)                                                            | 29.9 (85.8)                                                            | 36.9 (98.4)                                                            | 40.9 (105.6)                                                           | 39.3 (102.7)                                                           | 35.9 (96.6)                                                            | 33.9 (93.0)                                                            | 33.4 (92.1)                                                            | 32.0 (89.6)                                                            | 27.8 (82.0)                                                            | 22.5 (72.5)                                                            | 31.2 (88.2)                                                            |
| متوسط درجة الحرارة الصغرى °م (°ف)                                      | 6.9 (44.4)                                                             | 9.5 (49.1)                                                             | 14.0 (57.2)                                                            | 19.6 (67.3)                                                            | 24.6 (76.3)                                                            | 26.7 (80.1)                                                            | 26.7 (80.1)                                                            | 25.8 (78.4)                                                            | 24.4 (75.9)                                                            | 18.0 (64.4)                                                            | 12.0 (53.6)                                                            | 7.5 (45.5)                                                             | 17.7 (63.9)                                                            |
| أدنى درجة حرارة °م (°ف)                                                | 0.0 (32.0)                                                             | 0.7 (33.3)                                                             | 3.7 (38.7)                                                             | 9.2 (48.6)                                                             | 14.8 (58.6)                                                            | 12.0 (53.6)                                                            | 21.0 (69.8)                                                            | 15.5 (59.9)                                                            | 13.9 (57.0)                                                            | 9.3 (48.7)                                                             | 2.6 (36.7)                                                             | −0.4 (31.3)                                                            | −0.4 (31.3)                                                            |
| معدل هطول الأمطار مم (إنش)                                             | 13.5 (0.53)                                                            | 16.9 (0.67)                                                            | 3.4 (0.13)                                                             | 8.2 (0.32)                                                             | 22.7 (0.89)                                                            | 79.2 (3.12)                                                            | 135.5 (5.33)                                                           | 211.4 (8.32)                                                           | 120.2 (4.73)                                                           | 15.9 (0.63)                                                            | 10.7 (0.42)                                                            | 11.0 (0.43)                                                            | 648.6 (25.54)                                                          |
| متوسط الأيام الممطرة                                                   | 1.2                                                                    | 1.2                                                                    | 0.5                                                                    | 0.6                                                                    | 1.7                                                                    | 4.3                                                                    | 7.6                                                                    | 8.5                                                                    | 5.5                                                                    | 1.3                                                                    | 1.0                                                                    | 0.8                                                                    | 34.2                                                                   |
| متوسط الرطوبة النسبية (%) (at {{{time day}}})                          | 54                                                                     | 45                                                                     | 37                                                                     | 28                                                                     | 31                                                                     | 40                                                                     | 63                                                                     | 69                                                                     | 59                                                                     | 45                                                                     | 47                                                                     | 55                                                                     | 48                                                                     |
| المصدر: دائرة الأرصاد الجوية (الهند)                                   |                                                                        |                                                                        |                                                                        |                                                                        |                                                                        |                                                                        |                                                                        |                                                                        |                                                                        |                                                                        |                                                                        |                                                                        |                                                                        |

| البيانات المناخية لـلكارنال (1991-2020، درجة الحرارة القصوى 1949-2012) | البيانات المناخية لـلكارنال (1991-2020، درجة الحرارة القصوى 1949-2012) | البيانات المناخية لـلكارنال (1991-2020، درجة الحرارة القصوى 1949-2012) | البيانات المناخية لـلكارنال (1991-2020، درجة الحرارة القصوى 1949-2012) | البيانات المناخية لـلكارنال (1991-2020، درجة الحرارة القصوى 1949-2012) | البيانات المناخية لـلكارنال (1991-2020، درجة الحرارة القصوى 1949-2012) | البيانات المناخية لـلكارنال (1991-2020، درجة الحرارة القصوى 1949-2012) | البيانات المناخية لـلكارنال (1991-2020، درجة الحرارة القصوى 1949-2012) | البيانات المناخية لـلكارنال (1991-2020، درجة الحرارة القصوى 1949-2012) | البيانات المناخية لـلكارنال (1991-2020، درجة الحرارة القصوى 1949-2012) | البيانات المناخية لـلكارنال (1991-2020، درجة الحرارة القصوى 1949-2012) | البيانات المناخية لـلكارنال (1991-2020، درجة الحرارة القصوى 1949-2012) | البيانات المناخية لـلكارنال (1991-2020، درجة الحرارة القصوى 1949-2012) | البيانات المناخية لـلكارنال (1991-2020، درجة الحرارة القصوى 1949-2012) |
| الشهر                                                                  | يناير                                                                  | فبراير                                                                 | مارس                                                                   | أبريل                                                                  | مايو                                                                   | يونيو                                                                  | يوليو                                                                  | أغسطس                                                                  | سبتمبر                                                                 | أكتوبر                                                                 | نوفمبر                                                                 | ديسمبر                                                                 | المعدل السنوي                                                          |
| ---------------------------------------------------------------------- | ---------------------------------------------------------------------- | ---------------------------------------------------------------------- | ---------------------------------------------------------------------- | ---------------------------------------------------------------------- | ---------------------------------------------------------------------- | ---------------------------------------------------------------------- | ---------------------------------------------------------------------- | ---------------------------------------------------------------------- | ---------------------------------------------------------------------- | ---------------------------------------------------------------------- | ---------------------------------------------------------------------- | ---------------------------------------------------------------------- | ---------------------------------------------------------------------- |
| الدرجة القصوى °م (°ف)                                                  | 31.2 (88.2)                                                            | 33.2 (91.8)                                                            | 37.5 (99.5)                                                            | 45.2 (113.4)                                                           | 46.0 (114.8)                                                           | 45.6 (114.1)                                                           | 43.9 (111.0)                                                           | 42.0 (107.6)                                                           | 38.3 (100.9)                                                           | 39.3 (102.7)                                                           | 34.4 (93.9)                                                            | 28.5 (83.3)                                                            | 46.0 (114.8)                                                           |
| متوسط درجة الحرارة الكبرى °م (°ف)                                      | 18.2 (64.8)                                                            | 22.2 (72.0)                                                            | 27.7 (81.9)                                                            | 35.5 (95.9)                                                            | 38.6 (101.5)                                                           | 37.6 (99.7)                                                            | 33.8 (92.8)                                                            | 32.6 (90.7)                                                            | 32.3 (90.1)                                                            | 31.8 (89.2)                                                            | 27.3 (81.1)                                                            | 21.5 (70.7)                                                            | 30.0 (86.0)                                                            |
| متوسط درجة الحرارة الصغرى °م (°ف)                                      | 6.4 (43.5)                                                             | 8.9 (48.0)                                                             | 12.9 (55.2)                                                            | 18.3 (64.9)                                                            | 23.1 (73.6)                                                            | 25.4 (77.7)                                                            | 26.0 (78.8)                                                            | 25.3 (77.5)                                                            | 23.2 (73.8)                                                            | 17.3 (63.1)                                                            | 11.5 (52.7)                                                            | 7.4 (45.3)                                                             | 17.2 (63.0)                                                            |
| أدنى درجة حرارة °م (°ف)                                                | −0.3 (31.5)                                                            | 0.6 (33.1)                                                             | 3.5 (38.3)                                                             | 9.0 (48.2)                                                             | 14.5 (58.1)                                                            | 18.0 (64.4)                                                            | 16.0 (60.8)                                                            | 18.4 (65.1)                                                            | 16.0 (60.8)                                                            | 9.4 (48.9)                                                             | 3.0 (37.4)                                                             | −0.4 (31.3)                                                            | −0.4 (31.3)                                                            |
| معدل هطول الأمطار مم (إنش)                                             | 32.5 (1.28)                                                            | 28.9 (1.14)                                                            | 21.1 (0.83)                                                            | 13.3 (0.52)                                                            | 27.6 (1.09)                                                            | 98.4 (3.87)                                                            | 172.8 (6.80)                                                           | 160.4 (6.31)                                                           | 128.4 (5.06)                                                           | 4.3 (0.17)                                                             | 2.0 (0.08)                                                             | 6.0 (0.24)                                                             | 695.4 (27.38)                                                          |
| متوسط الأيام الممطرة                                                   | 1.7                                                                    | 2.1                                                                    | 1.5                                                                    | 1.2                                                                    | 1.7                                                                    | 5.1                                                                    | 7.8                                                                    | 8.0                                                                    | 5.0                                                                    | 0.3                                                                    | 0.2                                                                    | 0.6                                                                    | 35.4                                                                   |
| متوسط الرطوبة النسبية (%) (at {{{time day}}})                          | 64                                                                     | 58                                                                     | 51                                                                     | 31                                                                     | 33                                                                     | 44                                                                     | 67                                                                     | 73                                                                     | 68                                                                     | 54                                                                     | 53                                                                     | 60                                                                     | 55                                                                     |
| المصدر: دائرة الأرصاد الجوية (الهند)                                   |                                                                        |                                                                        |                                                                        |                                                                        |                                                                        |                                                                        |                                                                        |                                                                        |                                                                        |                                                                        |                                                                        |                                                                        |                                                                        |

### الغابات
بلغ الغطاء الحرجي في الولاية مساحة 1586 كم2 في عام 2013 أي 3.59% من مساحة الولاية وبلغ الغطاء الشجري 1282 كم2 أي 2.90 من مساحتها بإجمالي 6.49%. زاد الغطاء الشجري ب 18412 هكتار في عامي 2016 2017 بعدما زرعت الولاية 14.1 مليون شتلة. تنتشر الغابات الشوكية والجافة والنفضية والشجيرات الشوكية في جميع أنحاء الولاية وأيضا التوت والأوكالبتوس والصنوبر والساسم والبابول.

### الحياة البرية
يوجد في هريانة متنزهان وطنيان وثمانية محميات للحياة البرية ومنطقتان للحفاظ على الحياة البرية وأربعة مراكز لتربية والطيور وحديقة واحدة للغزلان وثلاث حدائق، تديرها كلها إدارة غابات هريانة التابعة لحكومة هريانة. من الحيوانات الموجودة فيها الظبي الهندي والنلجاي والنمور والثعالب والنمسيات وابن آوى، وأكثر 450 نوعا من الطيور. تشتهر هريانة بجاموس مورا وسلالات الماشية الأخرى الأصلية وهي هاريانفي وميواتي وساهيوال ونيلي رافي.

### القضايا البيئية
مناطق الولاية المحيطة بدلهي هي أكثر مناطق هريانة تلوثًا. فقد كان متوسط مؤشر جودة الهواء في جورجاون وفريد أباد في فترة الضبخان في نوفمبر 2017 لكثافة الجسيمات الدقيقة (قطر 2.5 ميكرومتر) حوالي 400 بينما كان متوسط هريانة 60. من مصادر التلوث الأخرى بالولاية غازات عوادم من المركبات القديمة وكسارات الحجارة وأفران الطوب. يوجد في هريانة 7.5 مليون سيارة 40% منها قديمة وتلوث الهواء أكثر من الحديثة ويزاد هذا العدد ب 500,000 مركبة جديدة سنويًا. ومن المدن الأخرى التي تعاني من تلوث كبير بهيواني وبهادورجاره وداروهيرا وحصار ويامونا نجر.

## السكان
بلغ عدد سكان الولاية 25,351,462 في تعداد 2011. يبلغ معدل الخصوبة الكلي فيها 2.3 ويبلغ معدل وفيات الرضع 41 (2012) ومعدل وفيات الأمهات 146 (2010-2012).

### الدين
أغلبية سكان الولاية هندوس وفقا لتعداد عام 2011 فيشكل الهندوس (87.46%) ويشكل المسلمين (7.03%) ويشكل السيخ (4.91%). يوجد المسلمون بشكل رئيسي في منطقة نوح. يوجد في هريانة ثاني أكبر عدد من السيخ في الهند بعد البنجاب ويعيشون في الغالب في المناطق المجاورة لولاية البنجاب مثل سيرسا وجند وفاتح أباد وكايتال وكوروكشترا وأمبالا وبانتشكولا.
الدين في هاريانا (2011)
| الجماعات الدينية | 1901         | 1901    | 1911         | 1911    | 1921         | 1921    | 1931         | 1931    | 1941         | 1941    | 2011         | 2011   |
| الجماعات الدينية | تعداد السكان | %       | تعداد السكان | %       | تعداد السكان | %       | تعداد السكان | %       | تعداد السكان | %       | تعداد السكان | %      |
| ---------------- | ------------ | ------- | ------------ | ------- | ------------ | ------- | ------------ | ------- | ------------ | ------- | ------------ | ------ |
| الهندوسية        | 3,012,101    | 70.57%  | 2,644,264    | 68.32%  | 2,898,119    | 68.82%  | 2,980,206    | 66.29%  | 3,436,411    | 66.52%  | 22,171,128   | 87.46% |
| الإسلام          | 1,090,306    | 25.54%  | 1,019,439    | 26.34%  | 1,074,072    | 25.5%   | 1,204,537    | 26.79%  | 1,401,689    | 27.13%  | 1,781,342    | 7.03%  |
| السيخية          | 135,634      | 3.18%   | 175,837      | 4.54%   | 193,075      | 4.58%   | 271,077      | 6.03%   | 292,487      | 5.66%   | 1,243,752    | 4.91%  |
| الجاينية         | 23,906       | 0.56%   | 20,950       | 0.54%   | 24,005       | 0.57%   | 23,666       | 0.53%   | 23,050       | 0.45%   | 52,613       | 0.21%  |
| المسيحية         | 6,232        | 0.15%   | 10,019       | 0.26%   | 22,075       | 0.52%   | 16,228       | 0.36%   | 11,549       | 0.22%   | 50,353       | 0.2%   |
| الزرادشتية       | 27           | 0.001%  | 53           | 0.001%  | 39           | 0.001%  | 8            | 0.0002% | 62           | 0.001%  | —            | —      |
| اليهودية         | 5            | 0.0001% | 8            | 0.0002% | 2            | 0%      | 2            | 0%      | 7            | 0.0001% | —            | —      |
| البوذية          | 0            | 0%      | 4            | 0.0001% | 5            | 0.0001% | 6            | 0.0001% | 149          | 0.003%  | 7,514        | 0.03%  |
| أخرى             | 11           | 0.0003% | 0            | 0%      | 1            | 0%      | 0            | 0%      | 765          | 0.01%   | 44,760       | 0.18%  |
| المجموع          | 4,268,222    | 100%    | 3,870,574    | 100%    | 4,211,393    | 100%    | 4,495,730    | 100%    | 5,166,169    | 100%    | 25,351,462   | 100%   |

### اللغات
اللغات في هريانا (2011)
اللغة الرسمية في هريانة هي الهندية. يُتحدث أيضا بالعديد من اللغات أو اللهجات الإقليمية والتي تعتبر جزء من اللغة الهندية، أكبر تلك اللغات هي الهاريانفية والتي تنتشر في وسط وشرق الولاية، ويتحدث باللغتين الهندية والبنجابية في شمال شرق الولاية وباللغة البجرية في الغرب وباللغة الديشوالية في الشرق ولغات أهيرواتي وميواتي وبراج بهاشا في الجنوب.
أصبحت اللغتين الأردية والبنجابية لغة رسمية ثانية في الولاية بسبب كثرة المتكلمين بها وذلك منذ عام 2010. كانت اللغة التيلوغوية تدرس في المدارس في فترة تشكيل الولاية لكن بسبب نقص الطلاب المتكلمين بها أزيلت من التعليم. أصبحت اللغة التاميلية اللغة الثانية في عام 1969 لإظهار أن الولاية مختلفة عن البنجاب رغم عدم وجود متحدثين باللغة في الولاية في ذلك الوقت، بسبب نقص المتحدثين بها لم تعد اللغة الثانية.
هناك أيضا بعض المتحدثين باللغات الرسمية في الهند مثل البنغالية والبوجبورية ومارواري وميواري والنيبالية، بالإضافة إلى عد أقل من المتحدثين باللغات البورية والبازيغارة والكجراتية وجاد لوهار والأودكية والسانسية.

## نظام الحكم
يُعين رئيس الهند حاكمًا للولاية لدورة مدتها خمس سنوات، ويساعد الحاكم مجلس الوزراء المعين من الجمعية التشريعية. وفي هريانة عشرة أعضاء منتخبون في لوك سابها (مجلس العموم أو النواب) وخمسة ممثلين مرشحين في راجاسابها (مجلس الأعيان أو اللوردات) في البرلمان الهندي الوطني. وهناك اثنتا عشرة منطقة، كل واحدة تحت سيطرة جابي، وبانشايات راج (مجلس حكم القرية) ويضم جميع القرى في هريانة وعددها سبعة آلاف.

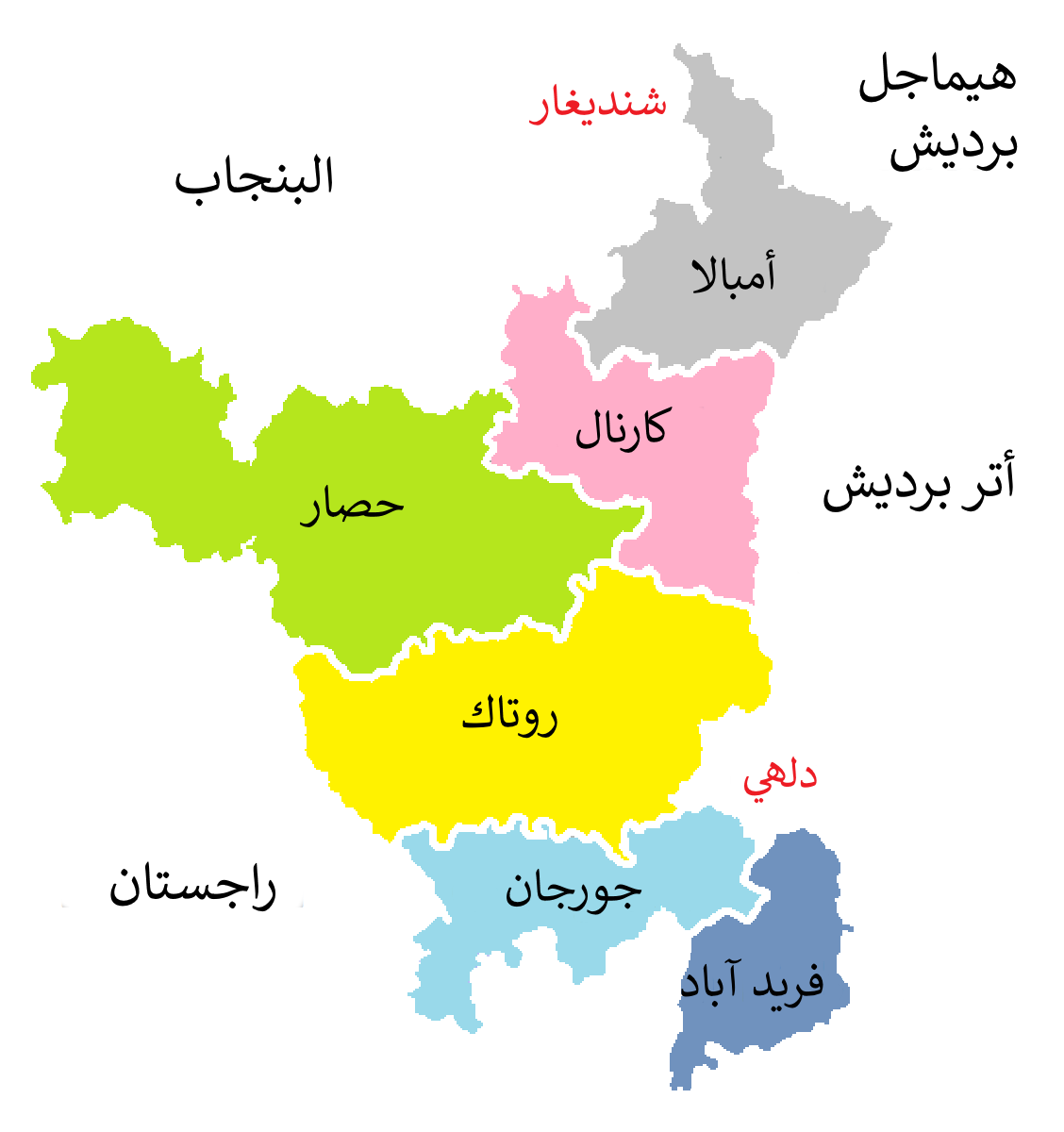
مناطق هريانة

### التقسيم الإداري
تنقسم هريانة إلى 6 أقسام إدارية (أمبالا وروهتاك وجورجاون وحصار وكارنال وفريد أباد) و5 نطاقات للشرطة و4 مفوضات للشرطة و22 مقاطعة و72 قسم فرعي و93 قسما للإيرادات و50 منطقة فرعية و140 منطقة تنمية مجتمعية و154 مدينة وبلدة و7356 قرية و6222 قرية بانشيات.
يوجد في هريانة 11 شركة بلدية (جورجاون وفريد أباد وأمبالا وبانتشكولا ويامونانجار وروهتاك وحصار وباني بت وكارنال وسونيبات ومانيسار)، 18 مجلس بلدي و52 بلدية.

### المناطق
| القسم الإداري | المنطقة                                           |
| ------------- | ------------------------------------------------- |
| Ambala        | Ambala، منطقة كوروكشترا، Panchkula، Yamuna Nagar ‏ |
| Faridabad     | فريد آباد، بالوال، Nuh                            |
| Gurgaon       | غرو غرام ‏، Mahendragarh، Rewari،                  |
| Hisar         | فاتح أباد، Jind، حصار، سيرسا                      |
| Rohtak        | Jhajjar، Charkhi Dadri، Rohtak، سوني بت، Bhiwani  |
| Karnal        | كارنال، باني بت، كيتهال                           |

### الشرطة
قوة شرطة هريانة هي وكالة إنفاذ القانون في هريانة. توجد خمسة نطاقات للشرطة بالولاية هي أمبالا وحصار وكارنال وريواري وروهتاك. وأربعة مفوضين للشرطة في فريد آباد وجورجاون وبانتشكولا وسونيبات. يقع مقر خلية التحقيق في الجرائم الإلكترونية في القطاع 51 في جورجاون. أعلى سلطة قضائية في الولاية هي محكمة البنجاب وهريانة العليا.

## الاقتصاد

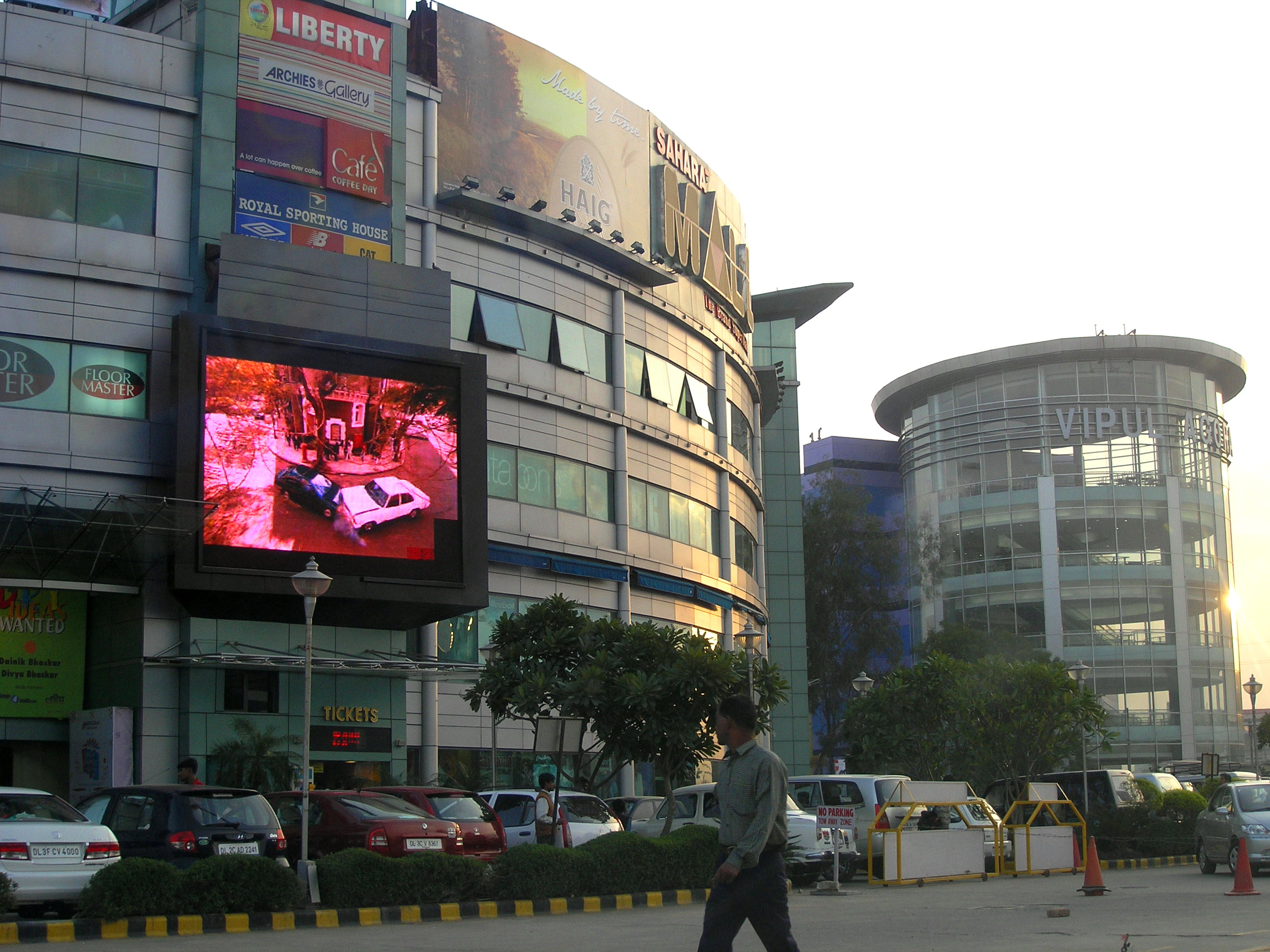
محل تجاري في جورجان

يحتل اقتصاد هريانة المرتبة الرابعة عشرة بين ولايات الهند في الناتج المحلي الإجمالي بنسبة 12.96% من إجمالي اقتصاد الهند في 2012 17 قدر النتاج المحلي الإجمالي لها في 2017 18 بمبلغ 95 مليار دولار أمريكي. ينقسم اقتصاد الولاية إلى 52% يساهم بها قطاع الخدمات و30% الصناعة و18% الزراعة.
يساهم قطاع العقارات والخدمات المالية والمهنية ب 45% في قطاع الخدمات والتجارة والضيافة ب 26% وموظفي الحكومة الحكومية والمركزية 15% وتتأتي 14% المتبقية من النقل والخدمات اللوجستية والتخزين. في خدمات تكنولوجيا المعلومات تحتل جورجاون المرتبة الأولى في الهند في معدل النمو والبنية التحتية التكنولوجية الحالية والثانية في النظام البيئي للشركات الناشئة والابتكار وقابلية العيش (نوفمبر 2016).
أما القطاع الصناعي فيساهم التصنيع فيه 69% والبناء 28% والمرافق 2% والتعدين 1% تعدين. تنتج هريانة 67% من سيارات الركاب و60% من الدراجات النارية و50% من الجرارات و50% من الثلاجات في الهند. تعزز حكومة الولاية قطاعي الخدمات والصناعة عن طريق 7 مناطق اقتصادية خاصة بالولاية و23 منطقة اقتصادية خاصة إضافية معتمدة رسميا (20 معتمدة و3 معتمدة من حيث المبدأ) تنتشر أغلبها في الغالب على طول طريق دلهي مومباي الصناعي وطريق أمريتسار دلهي كلكتا الصناعي والطريق السريع المحيطي الغربي.
تساهم الزراعة وتربية الحيوانات 93% وقطع الأشجار 4% وصيد السمك 2%. تساهم الولاية بنسبة 15% من إنتاج الحبوب الغذائية في الهند، وتشكل 7% من إجمالي الصادرات الزراعية الوطنية منها 60% من إجمالي تصدير الأرز البسمتي.

### الزراعة

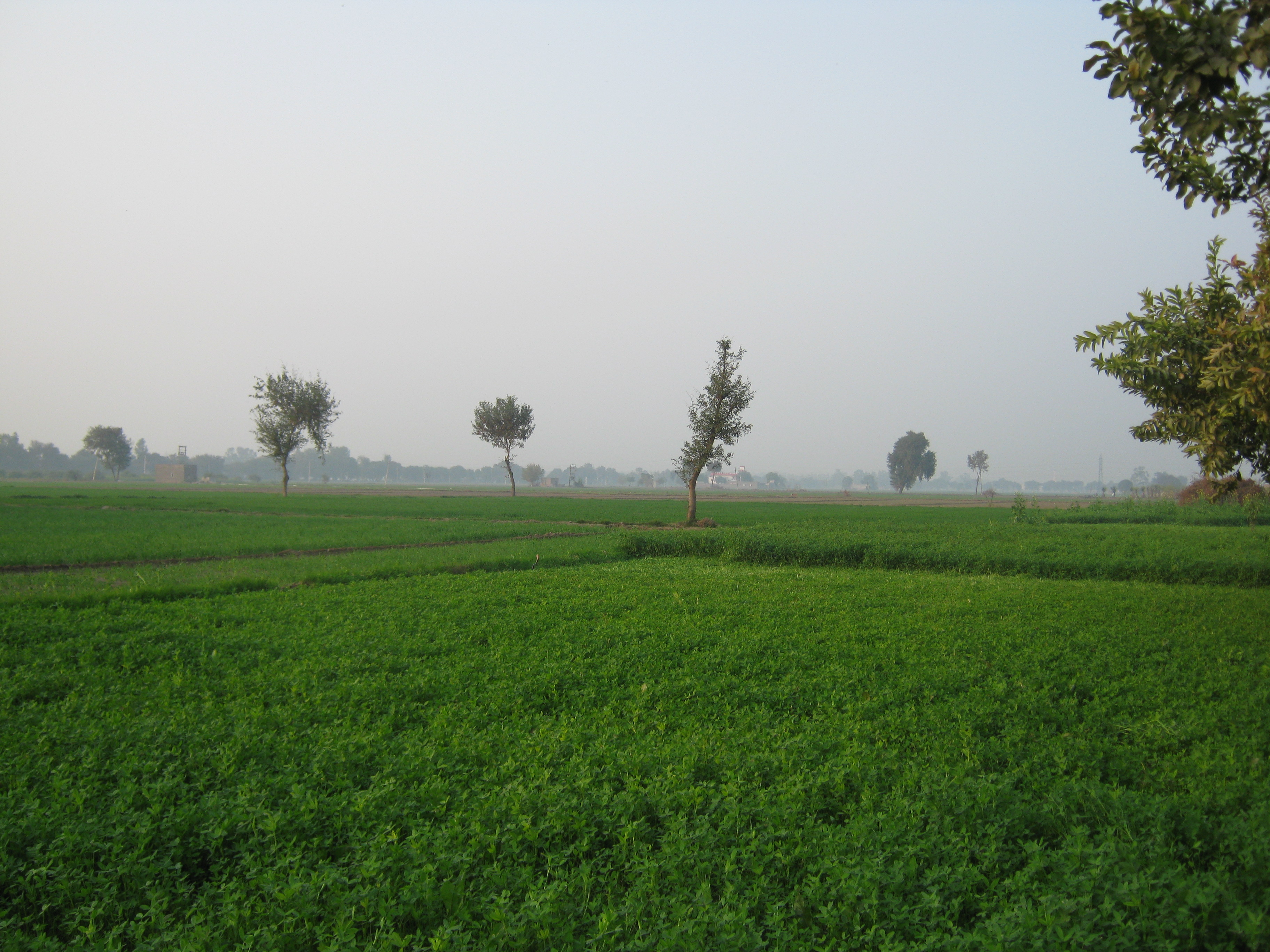
مزراع في هريانة

هريانة هي ولاية زراعية بالأساس إذ يعمل حوالي 70% من سكانها في الزراعة. أسهمت الثورة الخضراء في الستينيات وإنشاء سد بهاكرا في عام 1963 وحفر قناة جمنة الغربية في السبعينيات في تعزيز الإنتاج الزراعي والملكية الزراعية والقطاع بشكل عام، كما ساهمت هذه المشاريع إلى زيادة الاستثمارات في أنظمة الري والأسمدة والبذور الولاية. نتيجة لكل هذا تحقق الولاية الاكتفاء الذاتي في إنتاج الغذاء وهي ثاني ولاية في إنتاج الحبوب. أنتجت هريانة في عامي 2015 و2016 المحاصيل الرئيسية التالية: 13,352,000 طن من القمح و4,145,000 طن من الأرز و7,169,000 طن من قصب السكر و993,000 طن من القطن و855,000 طن من البذور الزيتية مثل بذور الخردل وعباد الشمس. لا زال سكان المنطقة الشمالية الشرقية يستخدمون أساليب الزراعة التقليدية مثل استخدام الأبقار والجاموس والثيران مهمًا في الحرث الزراعي.
أما بالنسبة للخضروات والفواكه والتوابل بالنسبة للخضار بلغ إنتاج البطاطس 853,806 طن والبصل 705,795 طن والطماطم 675,384 طن والقرنبيط 578,953 طن والخضار الورقية 370,646 طن والباذنجان 331,169 طن والقرع 307,793 طن والبازلاء 111,081 طن وغيرها 269,993 طن. بالنسبة للفواكه بلغ إنتاج الحمضيات 301,764 طن والجوافة 152,184 طن والمانجو 89,965 طن والسبوتة 16,022 طن والأملج 12,056 طن الفواكه الأخرى 25,848 طن. بالنسبة للتوابل فبلغ إنتاج الثوم 40,497 طن والحلبة 9,348 طن والزنجبيل 4,304 طن وغيرها 840 طن. وأيضا القطيفة 61,830 طن والدلبوث 2,448,620 مليون والورد 1,861,160 مليون وزهور أخرى من 691,300 مليون والصبار 1403 طن وستيفيا 13 طن.

### الصناعة

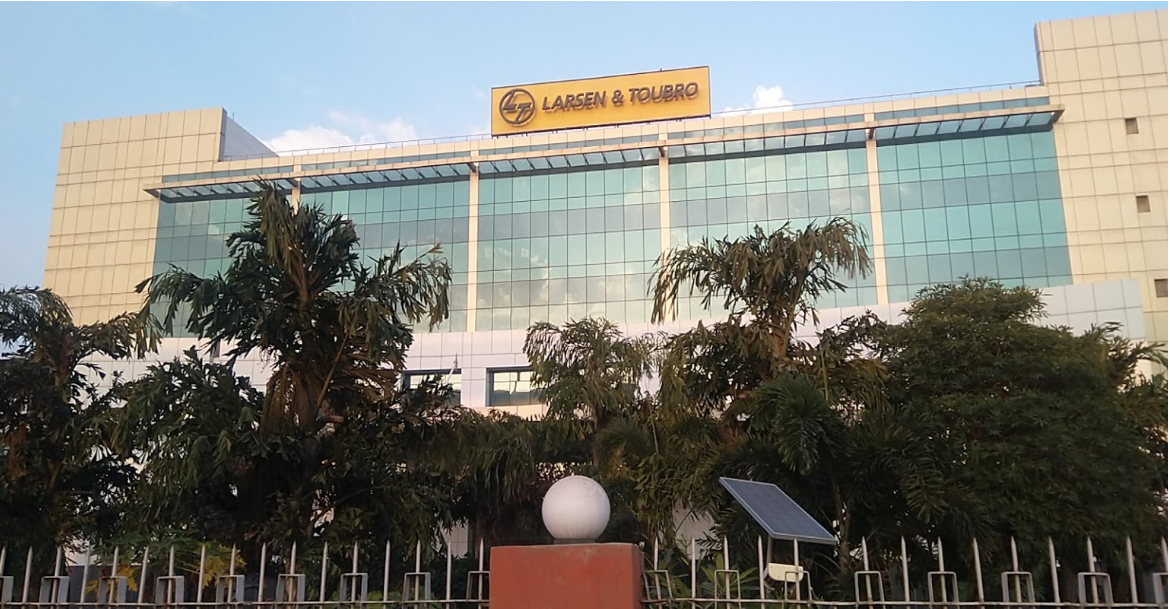
مكتب لارسن أند توبرو في فريد آباد.

فريد آباد هي من أكبر المدن الصناعية في هريانة وشمال الهند. تضم المدينة شركات متعددة الجنسيات كبرى مثل ياماها موتور وهافِلز إنديا ليميتد وجي سي بي الهند وإسكورتس غروب ومؤسسة النفط الهندي ولارسن آند توبرو. كما يوجد بها المقر الرئيسي لشركة لينزكارت لبيع النظارات الإلكترونية وشركة ليبريت الناشئة في مجال الرعاية الصحية.
تشتهر مدينة حصار بأنها مركز للغزل والنسيج، وهي في بداية طريق أن تصبح مركز لصيانة الطائرات. هذه المدينة النامية هي مسقط رأس نافين جندال وسوبهاش شاندرا أحد الشخصيات البارزة في زي تي في، وقد صُنفت مجلة فوربس سافيتري جندال والدة نافين جندال ثالث أغنى امرأة في العالم.
توجد في باني بت صناعات ثقيلة متنوعة منها مصفاة نفط تشغلها مؤسسة النفط الهندي ومصنع لإنتاج اليوريا تديره شركة الأسمدة الوطنية المحدودة ومحطة للطاقة تتبع الشركة الوطنية للطاقة الحرارية. كما أنها تشتهر بنسيجها. وفي سونيبات مناطق كوندلي وناثوبور وراي وبارهي الصناعية التي بها عدد الشركات الصغيرة والمتوسطة بالإضافة شركات كبرى مثل أطلس سايكلز وإي سي إي ومصنع بيرلا وأوزرام. أما جورجاون ففيها مناطق آي إم تي مانيسار ودُنداهيرا وسوهنا الصناعية اللوجستية، وأيضًا حراس الأمن القومي والمعهد الهندي لشؤون الشركات والمركز الوطني لأبحاث الدماغ والمركز الوطني للقنابل.

### الطاقة
في الولاية العديد من محطات الطاقة المتجددة وغير المتجددة مثل:
- محطة بهاكرا نانغال للطاقة الكهرومائية
- محطة دبيلو واي سي الكهرومائية بطاقة 62.4 ميجاوات في يامونا نجر[158]
- محطة فريداباد للطاقة الشمسية التي أنشئت في 2016.[159]
- محطة جوراخبور للطاقة النووية بطاقة 2800 ميجاوات في فاتح أباد تنتج المرحلة الأولى منها 1400 ميجاوات في عام 2021[160][161]
- محطة دينباندو تشوتو رام للطاقة الحرارية بطاقة 600 ميجاوات في يامونا نجر[158]
- مشروع أنديرا غاندي للطاقة الحرارية الفائقة بطاقة 1500 ميجاوات في جحجار[158]
- محطة كهرباء جحجار، 1500 ميجاوات[158]
- محطة باني بت للطاقة الحرارية الأولى بطاقة 440 ميجاوات[158]
- محطة باني بت للطاقة الحرارية الثانية بطاقة 920 ميجاوات[158]
- محطة راجيف غاندي للطاقة الحرارية بطاقة 1200 ميجاوات في حصار[158]

### الاتصالات والإعلام
تصل شبكة الاتصالات السلكية واللاسلكية جميع أنحاء الولاية ببعضها، تمتلك الحكومة شبكة إقليمية خاصة تربط جميع المكاتب الحكومية في الولاية والتي تشمل 22 مقاطعة و126 تقسيم تنموي. تعتبر باني بت وحصار وأمبالا وروهتاك مدن رئيسة في طباعة الصحف التي من أشهرها صحف داينيك بهاسكار وداينيك جاجران وبنجاب كيساري وذا تريبيون وآج ساماج وهاري بهومي.

## النقل

### الطرق

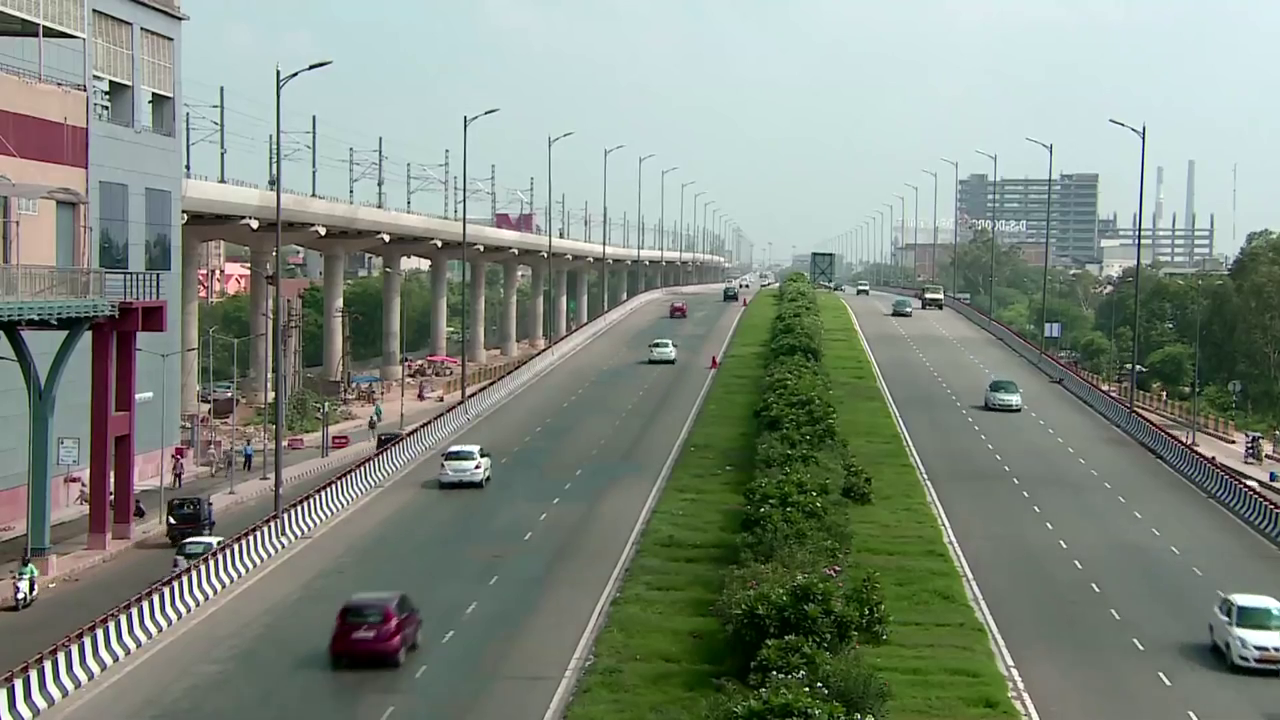
طريق دلهي فريد آباد الدولي

يبلغ إجمالي طول شبكة الطرق بهريانة 26,062 كيلومتر (16,194 ميل) منها 2,482 كيلومتر (1,542 ميل) طرق سريعة وطنية عددها 29 طريق و1,801 كيلومترا (1,119 ميلا) من الطرق السريعة للولاية، 1,395 كيلومترا (867 ميلا) من طرق المقاطعات الرئيسية و20,344 كيلومترا (12,641 ميلا) من طرق المقاطعات الأخرى (تقريبا ديسمبر 2017). تقوم شركة هريانة رودويز بنقل المسافرين في الولاية بأسطول مكون من 3864 حافلة يقطع مسافة 1.15 مليون كيلومتر في اليوم.
يعبر طريق دلهي ملتان القديم وطريق جراند ترانك ولاية هريانة وهما من أقدم وأطول الطرق الرئيسية في جنوب آسيا. من أشهر الطرق بالولاية طريق كوندلي مانيسا بالوال السريع الذي يبلغ طوله 135.6 كيلومترًا (84.3 ميل) والذي يربط بين شمال الولاية وجنوبها مثل سونيبات وجورجاون وفريد أباد. يجري توسيع طريق دلهي أغرا السريع الذي يمر عبر فريد آباد ليصبح ستة مسارات بدلاً من أربعة حالية، مما سيعزز اتصال مدينتي فريد أباد ودلهي. بنت حكومتا هريانة ودلهي طريق دلهي فريد آباد الدولي الذي يبلغ طوله 4.5-كيلومتر (2.8 ميل) وهو الأول من نوعه في شمال الهند لربط دلهي وفريد آباد.

### السكة الحديد
تتميز هريانة بشبكة سكك حديدية متطورة تنقسم إلى خمسة أقسام تابعة لثلاث مناطق مختلفة، ويعبرها بعض من الخطوط الإقليمية على مستوى الهند وهي الخط الرباعي وخط الشحن الشرقي بطول 72 كم، وخط الشحن الغربي بطول 177 كم. يشرف قسم سكة حديد بيكانر التابع لمنطقة السكك الحديدية الشمالية الغربية على شبكة السكك الحديدية في غرب وجنوب هريانة، والتي تشمل خطوط بهاتيندا دابوالي هانومانجاره وريواري بهيواني هيسار باثيندا، بالإضافة إلى خطوط هيسار سادولبور وريواري لوهارو سادولبور. يدير قسم سكة حديد جايبور التابع لنفس المنطقة شبكة السكك الحديدية في جنوب غرب هريانة، والتي تغطي خطوط ريواري رينجاس جايبور ودلهي ألوار جايبور ولوهارو سيكار.
أما قسم السكك الحديدية في دلهي التابع لمنطقة السكك الحديدية الشمالية فيدير شبكة السكك الحديدية في شمال وشرق ووسط هريانة، ويغطي خطوط دلهي باني بت أمبالا ودلهي روهتاك توهانا وريواري روهتاك و جند سونيبات ودلهي ريواري. ويدير قسم سكة حديد أغرا التابع لمنطقة السكك الحديدية الشمالية المركزية خط بالوال ماثورا في جنوب شرق هريانة. يدير قسم سكة حديد أمبالا في منطقة السكك الحديدية الشمالية جزءا صغيرا من شبكة السكك الحديدية في شمال شرق هريانة بخطوط أمبالا ياموناناغار وأمبالا كوروكشترا وكالكا شيملا. يربط مترو دلهي العاصمة الوطنية دلهي بمدن فريد آباد وجورجاون وبهادورجاره بالولاية، أكبر تلك الخطوط في فريد آباد التي يبلغ عدد المحطات بها 11 محطة بطول 17 كم.

## التعليم
شهدت هريانة ارتفاعًا في معدل القراءة والكتابة حيث بلغ 76.64% وفقًا لتعداد 2011، بلغ معدل القراءة والكتابة للذكور 85.38% بينما بلغ معدل الإناث 66.67%. كان المعدل العام 67.91% في عام 2001 تبلغ النسبة 78.49% للذكور و55.73% للإناث. أعلى معدلات التعليم في الولاية في 2013 كانت في جورجاون بـ 86.30% تلتها بانتشكولا بـ 81.9% وأمبالا بـ 81.7%. أما للمقاطعات في عام 2012 فأعلها كانت ريواري بـ 74% وهو أعلى من المتوسط الوطني البالغ 59.5% وبلغت النسبة 79% للذكور و67% للإناث. بلغ معدل القراءة والكتابة في المناطق الحضرية بالولاية 84.98% في 2011، ارتفاعًا من 79.92% في 2001، وتحسن معدل القراءة والكتابة في المناطق الريفية أيضًا حيث وصل إلى 68.91% في 2011 مقابل 58.74% في 2001.

### المدارس
تأسس مجلس هريانة للتعليم المدرسي في سبتمبر 1969 ويعقد امتحانات عامة للمستويات المتوسطة والثانوية والثانوية العليا مرتين في السنة. يشارك أكثر من 700,000 طالب في الامتحانات السنوية التي تُعقد في فبراير ومارس، بينما يحضر حوالي 150,000 مرشح الامتحانات التكميلية في نوفمبر. يُجري المجلس أيضًا امتحانات لمدرسة هريانة المفتوحة على المستوى الثانوي والثانوي العليا مرتين سنويًا. تقدم حكومة هريانة التعليم المجاني للنساء حتى مستوى البكالوريوس.
كان هناك نحو 20,000 مدرسة في هريانة  في العام الدراسي 2015-2016 منها 10,100 مدرسة حكومية (36 مدرسة آروهي و11 كاستوربا غاندي باليكا فيدالاياس و21 مدرسة سنسكريتية نموذجية و8,744 مدرسة ابتدائية حكومية و3,386 مدرسة متوسطة حكومية و1,284 مدرسة ثانوية حكومية و1,967 مدرسة ثانوية عليا حكومية)، و7,635 مدرسة خاصة (200 مدرسة مدعومة و6,612 مدرسة معترف دون دعم و821 مدرسة خاصة غير معترف بها)، بالإضافة إلى عدة مئات من المدارس الحكومية والخاصة الأخرى.

### الجامعات والتعليم العالي

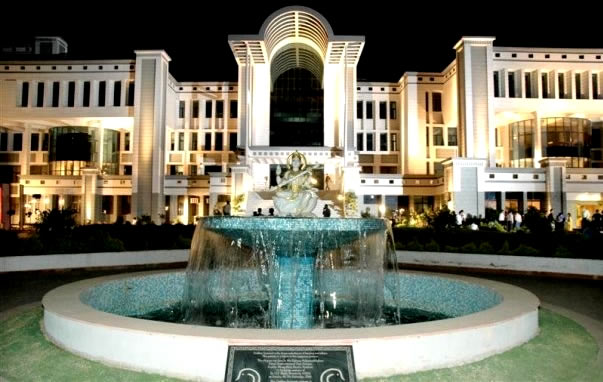
معهد ماناف راشنا الدولي للبحوث والدراسات في فريد آباد

الدراسة إلزامية باللغتان الهندية والإنجليزية في مرافق التعليم، ويمكن للطالب أيضا اختيار الدراسة بإحدى هذه اللغات الثلاث البنجابية أو السنسكريتية أو الأردية. تضم هريانة 48 جامعة و1038 كلية، تشمل 115 كلية حكومية و88 كلية تدعمها الحكومة و96 كلية خاصة. هناك ثلاث جامعات في حصار هي: جامعة تشودري تشاران سينغ هريانة الزراعية أكبر جامعة زراعية في آسيا، جامعة جورو جامبيشوار للعلوم والتكنولوجيا وجامعة لالا لاجبات راي للعلوم البيطرية والحيوانية بالإضافة إلى ذلك توجد العديد من المراكز الوطنية للبحوث الزراعية والبيطرية ويوجد في أغروها أكثر من 20 كلية أشهرها كلية مهراجا أغراسن الطبية.
يوجد في هريانة 471,000 امرأة و457,000 رجل يكملون التعليم العالي بعد الثانوية، ويعمل فيه أكثر من 18,616 معلمة و17,061 معلم. أعلن وزير الاتحاد رافي شانكار براساد في 27 فبراير 2016 عن إنشاء المعهد الوطني للإلكترونيات وتكنولوجيا المعلومات (NIELIT) في كوروكشيترا لتدريب الشباب على الكمبيوتر وستنشئ حديقة تكنولوجيا البرمجيات في بانتشكولا بالقطاع 23.

### البحوث
ترعى الحكومة المركزية مؤسسات مثل المعهد المركزي لبحوث الجاموس ومزرعة تربية الأغنام المركزية والمركز القومي لبحوث الخيول والمعهد المركزي لمصايد الأسماك والمعهد الوطني لبحوث الألبان والمركز الإقليمي للتكنولوجيا الحيوية والمعهد الهندي لبحوث القمح والشعير والمكتب الوطني للموارد الوراثية الحيوانية لدعم الاقتصاد الزراعي بها. كما تدعم حكومة الولاية مؤسسات مثل CCS HAU ومنظمة لوفاس ومزرعة الثروة الحيوانية الحكومية ومحطة الأعلاف الإقليمية ومعهد التدريب والاختبار على الآلات الزراعية في المنطقة الشمالية.

## الرياضة
فازت الهند ب 38 ميدالية ذهبية في دورة ألعاب الكومنولث 2010 فاز ب 22 ميدالية منها من رياضيون من هريانة. احتلت هريانة المرتبة الأولى في دورة الألعاب الوطنية الثالثة والثلاثين التي أقيمت في آسام عام 2007 برصيد 80 ميدالية منها 30 ميدالية ذهبية و22 فضية و28 ميدالية برونزية. لاعبة كرة الريشة البارزة ساينا نيهوال من مواليد حصار بالولاية هريانة.
في الولاية ملعب نهار سينغ في فريد آباد للكريكيت الدولي والذي تبلغ سعته 25,000 متفرج، ومجمع تيجلي الرياضي في يامونا نجر وملعب تاو ديفي لال في جورجاون هو مجمع متعدد الرياضات. أعلن رئيس وزراء ولاية هريانة مانوهار لال خطار سياسة هريانة للرياضة واللياقة البدنية، وهي سياسة لدعم 26 رياضة أولمبية في 12 يناير 2015 بعبارة سنطور هريانة لتصبح مركز رياضي للبلاد.

## ثبت المراجع
- Raychaudhuri، Hemchandra (1953). Political History of Ancient India: From the Accession of Parikshit to the Extinction of Gupta Dynasty. جامعة كلكتا.

- Haryana Sports and Physical Fitness Policy (PDF)، Government of Haryana، 12 يناير 2015، مؤرشف من الأصل (PDF) في 2015-11-17، اطلع عليه بتاريخ 2015-11-13
- Atul Kumar Sinha؛ Abhay Kumar Singh، المحررون (2007)، Udayana New Horizons in History, Classics and Inter-Cultural studies، Anamika Publishers، ISBN:978-81-7975-168-8، مؤرشف من الأصل في 2023-11-08
- National Disaster Risk Reduction Portal - Haryana (PDF)، National Institute of Disaster Management، مؤرشف من الأصل (PDF) في 2016-09-09، اطلع عليه بتاريخ 2015-11-12
- Sharma، Suresh K (2006). Haryana: Past and Present. New Delhi: Mittal Publications. ص. 763. ISBN:81-8324-046-1. مؤرشف من الأصل في 2024-03-28. اطلع عليه بتاريخ 2012-07-11.
- Khanna، C. L. (2008). Haryana General Knowledge. Agra: Upkar Prakashan. ص. 75. ISBN:978-81-7482-383-0. مؤرشف من الأصل في 2023-11-07. اطلع عليه بتاريخ 2012-07-11.
- Yadav، Ram B. (2008). Folk Tales & Legends of Haryana. Gurgaon: Pinnacle Technology. ص. 305. ISBN:978-81-7871-162-1. مؤرشف من الأصل في 2023-05-12. اطلع عليه بتاريخ 2012-07-11.[وصلة مكسورة]
- Mittal، Satish Chandra (1986). Haryana, a Historical Perspective. New Delhi: Atlantic Publishers & Distributors. ص. 183. مؤرشف من الأصل في 2023-11-07. اطلع عليه بتاريخ 2012-07-11.
- Singh، Mandeep؛ Kaur، Harvinder (2004). Economic Development of Haryana. New Delhi: Deep and Deep Publications. ص. 234. ISBN:81-7629-558-2. مؤرشف من الأصل في 2023-11-07. اطلع عليه بتاريخ 2012-07-11.
- Gandhi، Mahatma (1977). Gandhiji and Haryana: A collection of his speeches and writings pertaining to Haryana. Usha Publications. ص. 158. مؤرشف من الأصل في 2023-11-07. اطلع عليه بتاريخ 2012-07-11.
- Phadke، H. A. (1990). Haryana, ancient and medieval. Harman Publishing House. ص. 256. ISBN:81-85151-34-2. مؤرشف من الأصل في 2023-11-07. اطلع عليه بتاريخ 2012-07-11.
- Singh، Chattar (2004). Social and economic change in Haryana. National Book Organisation. ص. 252. ISBN:81-87521-10-4. مؤرشف من الأصل في 2023-11-07. اطلع عليه بتاريخ 2012-07-11.
- Yadav، Kripal Chandra (2002). Modern Haryana: History and culture, 1803–1966. Manohar Publishers & Distributors. ص. 320. ISBN:81-7304-371-X. مؤرشف من الأصل في 2023-11-07. اطلع عليه بتاريخ 2012-07-11.
- Rai، Gulshan (1987). Formation of Haryana. B.R. Publishing Corporation. ص. 223. ISBN:81-7018-412-6. مؤرشف من الأصل في 2023-04-26. اطلع عليه بتاريخ 2012-07-11.
- Handa، Devendra (2004). Buddhist remains from Haryana. Sundeep Prakashan. ص. 97. ISBN:81-7574-153-8. مؤرشف من الأصل في 2023-11-07. اطلع عليه بتاريخ 2012-07-11.
- Haryana at a glance: Statistical overview & development indicators. Jagran Research Centre. 2007. ص. 157. ISBN:9788186821428. مؤرشف من الأصل في 2023-11-11. اطلع عليه بتاريخ 2012-07-11.
- Singh، Chander Pal (2003). Early medieval art of Haryana. Koshal Book Depot. ص. 168. ISBN:81-86049-07-X. مؤرشف من الأصل في 2023-11-07. اطلع عليه بتاريخ 2012-07-11.
- Handa، Devendra (2006). Sculptures from Haryana: Iconography and style. Indian Institute of Advanced Study. ص. 286. ISBN:81-7305-307-3. مؤرشف من الأصل في 2023-11-07. اطلع عليه بتاريخ 2012-07-11.
- Journal of Haryana Studies. Kurukshetra: Kurukshetra University. 2008. مؤرشف من الأصل في 2023-11-07. اطلع عليه بتاريخ 2012-07-11.
- Harvey، Bill؛ Harvey، William؛ Devasar، Nikhil؛ Grewal، Bikram؛ Oriental Bird Club (2006). Atlas of the birds of Delhi and Haryana. Rupa & Co. ص. 352. ISBN:81-291-0954-9. مؤرشف من الأصل في 2023-11-07. اطلع عليه بتاريخ 2012-07-11.
- Sarkar، Jadunath (1960). Military History of India. Orient Longmans. ص. 66–69. ISBN:9780861251551. مؤرشف من الأصل في 2022-11-18.